# Ann-Marie Göransson
Inger Ann-Marie Göransson, född 6 januari 1947 i Malmö Sankt Pauli församling i Malmöhus län, är en svensk militärläkare.
Hon studerade vid Lunds universitet och tog medicine licentiat-examen där 1972. Hon tillägnade sig specialkompetens inom allmänkirurgi 1977. Hon arbetade sedan som kirurg och disputerade vid Karolinska institutet 1980 på en doktorsavhandling inom gallvägskirurgi.
Göransson anställdes i Försvarsmakten 1978 och var arméstabsläkare vid Arméstaben 1980–1981. Hon tjänstgjorde 1980 som kirurg vid det svenska fältsjukhuset i Libanon, som ingick i den svenska FN-insatsen inom UNIFIL. År 1981 blev hon överstelöjtnant och var försvarsöverläkare 1981–1985, varpå hon var militärområdesläkare i Övre Norrlands militärområde 1985–1990, från 1986 som överste. År 1989 var hon chef för den svenska medicinska verksamheten i Libanon.
I mitten av 1980-talet var hon inbjuden av USA:s armé under två år och var verksam dels som lärare inom krigskirurgi, och dels med att bygga upp ett laboratorium för forskning om sårballistik.
Åren 1990–1993 tjänstgjorde hon vid Försvarsstaben och 1994–1995 vid Planeringsstaben i Högkvarteret. Därefter tjänstgjorde hon 1995–1997 vid Försvarsdepartementet. Befordrad till generalmajor var hon från och med den 1 juli 1997 till och med den 31 december 2003 generalläkare. Hon blev därmed den första kvinnan med en generalsgrad inom svenska Försvarsmakten. (Graden brigadgeneral hade då ännu inte införts i Sverige.) År 2004 blev hon specialrådgivare vid Sveriges delegation till NATO i Bryssel.